# Paraliparis
Paraliparis – rodzaj morskich ryb z rodziny dennikowatych (Liparidae).

## Klasyfikacja
Gatunki zaliczane do tego rodzaju:
| - Paraliparis abyssorum - Paraliparis acutidens - Paraliparis adustus - Paraliparis albeolus - Paraliparis albescens - Paraliparis alius - Paraliparis amerismos - Paraliparis andriashevi - Paraliparis angustifrons - Paraliparis antarcticus - Paraliparis anthracinus - Paraliparis aspersus - Paraliparis ater - Paraliparis atramentatus - Paraliparis atrolabiatus - Paraliparis attenuatus - Paraliparis auriculatus - Paraliparis australiensis - Paraliparis australis - Paraliparis avellaneus - Paraliparis badius - Paraliparis balgueriasi - Paraliparis bathybius - Paraliparis bipolaris - Paraliparis brunneocaudatus - Paraliparis brunneus - Paraliparis bullacephalus - Paraliparis calidus - Paraliparis camilarus - Paraliparis caninus - Paraliparis carlbondi - Paraliparis cephalus - Paraliparis cerasinus - Paraliparis challengeri - Paraliparis charcoti | - Paraliparis copei - Paraliparis coracinus - Paraliparis costatus - Paraliparis csiroi - Paraliparis dactyloides - Paraliparis dactylosus - Paraliparis darwini - Paraliparis deani - Paraliparis debueni - Paraliparis delphis - Paraliparis devriesi - Paraliparis dewitti - Paraliparis diploprora - Paraliparis dipterus - Paraliparis duhameli - Paraliparis eastmani - Paraliparis edwardsi - Paraliparis ekaporus - Paraliparis eltanini - Paraliparis entochloris - Paraliparis epacrognathus - Paraliparis fimbriatus - Paraliparis fuscolingua - Paraliparis galapagosensis - Paraliparis garmani - Paraliparis gomoni - Paraliparis gracilis - Paraliparis grandis - Paraliparis haploporus - Paraliparis hobarti - Paraliparis holomelas - Paraliparis hubbsi - Paraliparis hureaui - Paraliparis hystrix - Paraliparis impariporus | - Paraliparis incognita - Paraliparis infeliciter - Paraliparis kocki - Paraliparis kreffti - Paraliparis labiatus - Paraliparis lasti - Paraliparis latifrons - Paraliparis leobergi - Paraliparis leucogaster - Paraliparis leucoglossus - Paraliparis liparinus - Paraliparis longicaecus - Paraliparis macrocephalus - Paraliparis macropterus - Paraliparis magnoculus - Paraliparis mandibularis - Paraliparis mawsoni - Paraliparis megalopus - Paraliparis meganchus - Paraliparis melanobranchus - Paraliparis membranaceus - Paraliparis mentikoilon - Paraliparis mento - Paraliparis meridionalis - Paraliparis merodontus - Paraliparis mexicanus - Paraliparis molinai - Paraliparis monoporus - Paraliparis murieli - Paraliparis nassarum - Paraliparis neelovi - Paraliparis nigellus - Paraliparis nigrolineatus - Paraliparis nullansa - Paraliparis obliquosus | - Paraliparis obtusirostris - Paraliparis operculosus - Paraliparis orbitalis - Paraliparis orcadensis - Paraliparis paucidens - Paraliparis parviradialis - Paraliparis paucidens - Paraliparis pectoralis - Paraliparis penicillus - Paraliparis piceus - Paraliparis plagiostomus - Paraliparis plicatus - Paraliparis porcus - Paraliparis posteroporus - Paraliparis retrodorsalis - Paraliparis rosaceus - Paraliparis rossi - Paraliparis skeliphrus - Paraliparis somovi - Paraliparis stehmanni - Paraliparis tangaroa - Paraliparis tasmaniensis - Paraliparis terraenovae - Paraliparis tetrapteryx - Paraliparis thalassobathyalis - Paraliparis tompkinsae - Paraliparis trilobodon - Paraliparis trunovi - Paraliparis ulochir - Paraliparis vaillanti - Paraliparis valentinae - Paraliparis violaceus - Paraliparis vipera - Paraliparis voroninorum - Paraliparis wolffi |

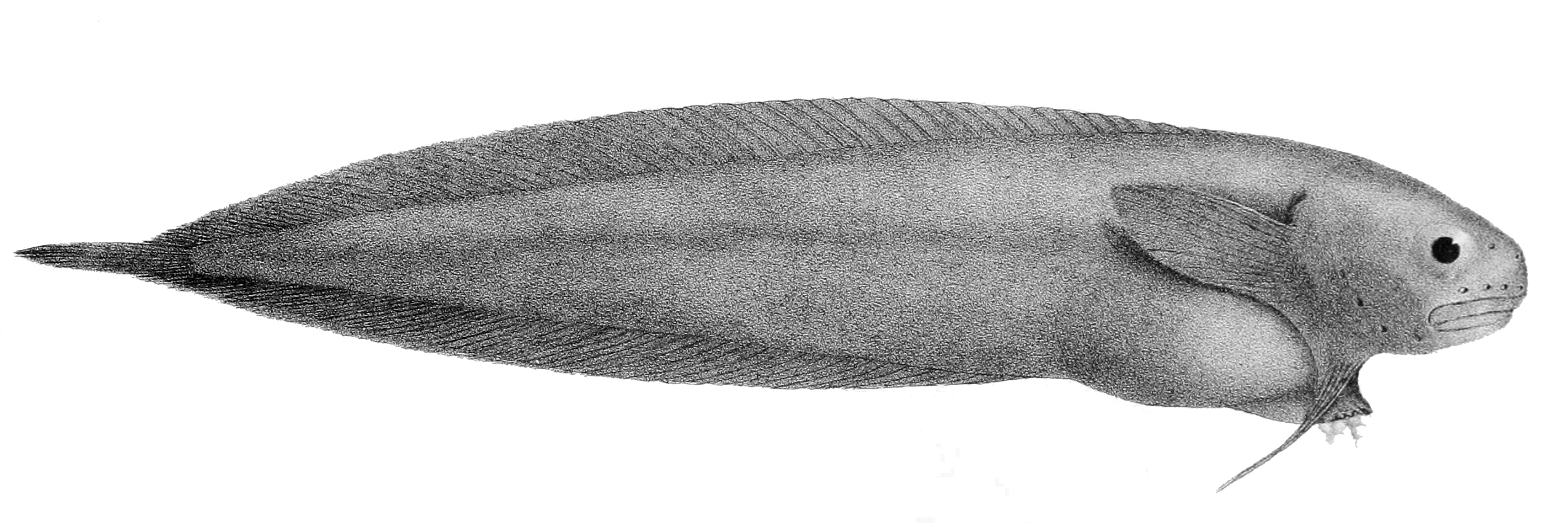
Paraliparis bathybius
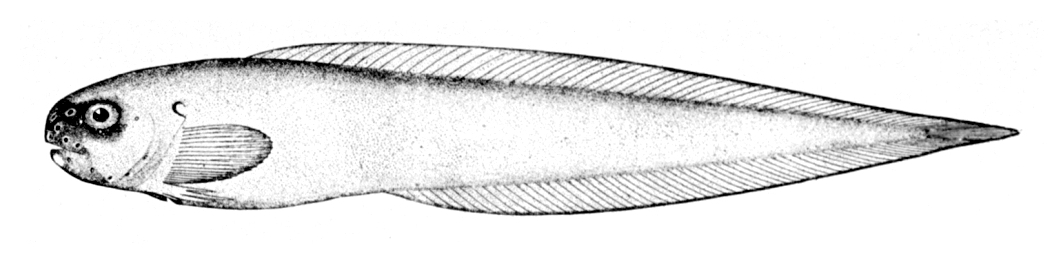
Paraliparis copei
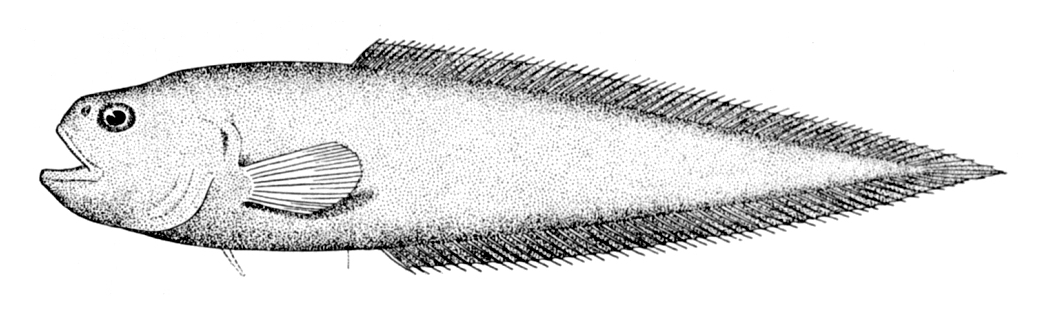
Paraliparis edwardsi
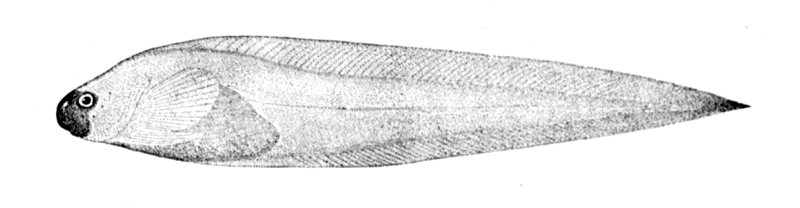
Paraliparis liparinus